# Auffenbergs Waran
Über den zur Gattung der Warane gehörenden Auffenbergs Waran (Varanus auffenbergi) ist nur wenig bekannt. Er wurde erst 1999 von Sprackland als eigene Art neu beschrieben. Der Auffenbergs Waran wurde früher als Unterart Varanus timorensis roti angesehen, deren Name sich auf die Insel Roti, die Herkunft dieser Art, bezieht. Nach Böhme müssen spezifische Artunterschiede zu V. timorensis noch aufgezeigt werden.

## Beschreibung
Die Kopf-Rumpf-Länge der Art beträgt, je nach Quelle, 205 bis 216 mm. Die Gesamtlänge von V. auffenbergi beträgt ca. 60 cm bei einem adulten männlichen Tier, die Weibchen bleiben in der Regel etwas kleiner. 
Die Oberseite der Tiere zeigt ein dunkles Grau, welches mit unregelmäßig verteilten Ozellen bedeckt ist. In diesen Ozellen ist meist ein Fleck der zwischen blau und grau variiert, zwischen den Ozellen sind die Tiere hellrot bis hellbraun gesprenkelt.

## Verbreitung
Der Varanus auffenbergi kommt endemisch ausschließlich auf der indonesischen Insel Roti vor.